# Момоты-электроны
Момоты-электроны или электроны (лат. Electron) — род птиц семейства Momotidae. Включает два вида, встречающихся в лесах Южной и Центральной Америки.

## Описание
Оба обитают во влажных вечнозеленых тропических лесах. Оба встречаются в Центральной Америке, кроме того плоскоклювый электрон обитает в обширном регионе Южной Америки.
Они отличаются от других представителей Momotidae гораздо более широкими клювами. «Флажки» на центральных рулевых их хвостов не столь выделяются, как многих других видов момотовых, или могут совсем отсутствовать. Эти два вида очень похожи, за исключением того времени, когда они во взрослом наряде (но взрослый ребристоклювый электрон напоминает неполовозрелого плоскоклювого). Наблюдали смешанную пару этих видов, партнёры в которой, по-видимому, ухаживали друг за другом.
Слово Electron является латинизацией древнего греческого названия янтаря, и может означать в научных латинских названиях эпитет «яркий». Название этому роду птиц было дано за 46 лет до того, как была названа элементарная частица электрон.

## Классификация
Международный союз орнитологов относит к роду два вида:
- Ребристоклювый электрон (Electron carinatum)
- Плоскоклювый электрон (Electron platyrhynchum)

## Поведение
- Голос Electron carinatum на сайте xeno-canto.org
- Голос Electron platyrhynchum на сайте xeno-canto.org